# Liste des députés de la VIe législature de la Troisième République française

Cette liste recense les personnes qui ont assuré un mandat de député au cours de la VIe législature de la IIIe République.
- Haut – A
- B
- C
- D
- E
- F
- G
- H
- I
- J
- K
- L
- M
- N
- O
- P
- Q
- R
- S
- T
- U
- V
- W
- X
- Y
- Z

## A
- Valentin Abeille
- Jean-Baptiste Abel
- Jean-Pierre Abrial
- Achille Adam
- François d'Aillières
- Gustave Alasseur
- Jean-Jacques, César, Eugène, Michel Alicot
- Thierry, Arno, Laurent, Baudouin d'Alsace d'Hénin
- Louis Alype dit Pierre-Alype
- Laurent Amodru
- Auguste, Louis, Albéric d'Arenberg
- Emmanuel Arène
- Jean-Baptiste, Justin, Joseph Argeliès
- Louis Armez
- Marie,Gustave, Louis, Eugène Arnous
- Honoré Audiffred
- Justin, Auguste Augé
- Noël Auricoste
- Alexandre Avez
- Édouard Aynard

## E
- Évrard Éliez-Évrard
- Christian d'Elva
- Georges Ermant
- Frédéric Escanyé
- Paul d'Estournelles de Constant
- Eugène Étienne
- Frédéric Euzière

## G
- Jules, Gabriel Gacon
- Jules Gaillard
- Gaston Galpin
- Georges Gamard
- Frédéric, Jean, François, Gustave Garnier
- Fernand, Edouard Gasnier
- Frédéric Gaussorgues
- Albert Gauthier de Clagny
- René François Gautier
- Eusèbe Gauvin
- Sébastien Gavini
- Antoine Gavini
- Hippolyte Gayraud
- Ernest Gellé
- Étienne Gellibert des Séguins
- Raymond Gendre
- Eugène Genet
- Victor Genoux-Prachée
- Henri, Alexandre Gérard
- Alfred-Léon Gérault-Richard
- Charles Gervais
- Gaston, Marie, Sidoine, Théonile Gerville-Réache
- Jules, Félix Gévelot
- Honoré Giguet
- Léon Gillot
- Amédée Girard
- Alexandre Girault
- Émile Girodet
- René-Marie Goblet
- Léopold Goirand
- André, Marie, Antoine, Louis Gotteron
- Claude Goujat
- Théophile, Jean, Eloi Goujon
- Julien Goujon
- Émile Gourvil
- Émile Goussot
- Georges, Charles, Alfred, Marie Millin de Grandmaison
- Antoine Gras
- Georges, Edouard Graux
- Philippe Grenier
- Paschal Grousset
- Arthur Groussier
- Charles Gruet
- Pierre Guéneau
- Léon Guérin
- Jules Bazile dit Guesde
- Claudius Guichard
- Pierre-Paul Guieysse
- Jean Guignard
- Florent Guillain
- Lucien Guillemaut
- Gaston Guillemet
- Léon Guillemin
- Edmond Guyot-Dessaigne

## I
- Auguste Isaac
- Louis-Édouard Isambard
- Gustave Isambert
- Henri Iung

## J
- Albert Jacquemin
- Édouard Jacques
- Jules Jaluzot
- Émile Jamais
- Jean Jaurès
- Henri-Jean Jobez
- Auguste Jonnart
- Charles Jouart
- Camille Jouffray
- Charles Jouffroy d'Abbans
- Louis Jourdan
- Joseph Jourdan
- Antoine Jourde
- Charles Étienne Gustave Leclerc de Juigné
- Philippe Émile Jullien
- François-Henri Jumel

## K
- Charles de Kergariou
- Émile Cillard de Kermenguy
- Camille Krantz

## O
- Louis Obissier Saint-Martin
- Jean Odilon-Barrot
- Dionys Ordinaire
- Benoît Oriol
- Gustave Cunéo d'Ornano
- Léon Orsat
- André Ouvré

## Q
- Justin Quintaà

## T
- Henri Tailliandier
- Léon Talou
- Alfred Tardif
- Louis Terrier
- Albert Emmanuel Theulier
- Christophe Thivrier
- Gaston Thomson
- Bernard Thonion
- Louis Thonnard du Temple
- Jules Thorel
- Émile Thoulouse
- Alfred Tiphaine
- Edmond Toussaint
- Gustave Trannoy
- Émile Trélat
- Robert de Tréveneuc
- Georges Trouillot
- Jean Placide Turigny
- Adolphe Turrel

## V
- Marcel Vacher
- Henri Vacherie
- Édouard Vaillant
- Ernest Vallé
- Aristide, Louis, Antoine, Maximin, Marie Vallon
- Pierre, Armand, Napoléon Vaux
- Louis Vichot
- Gabriel Vidal de Saint-Urbain
- Armand Viellard-Migeon
- Jules Viette
- Albert Viger
- Paul, Etienne Vigné dit Vigné d'Octon
- Isaac Villain
- Pierre, Alphonse Ville
- Eugène Villejean
- François-Emile Villiers
- Camille Viox
- Louis Vival
- René Viviani
- Félix Vogeli
- Melchior de Vogüé
- Jean Vuillod

## W
- Albert Walter
- Émile Weill-Mallez
- Adrien de Wignacourt
- Daniel Wilson
- Conrad de Witt